# Domino, Norrköping
Domino är ett varuhus beläget i Norrköping. Det är ett före detta Domusvaruhus som ombildats till galleria.

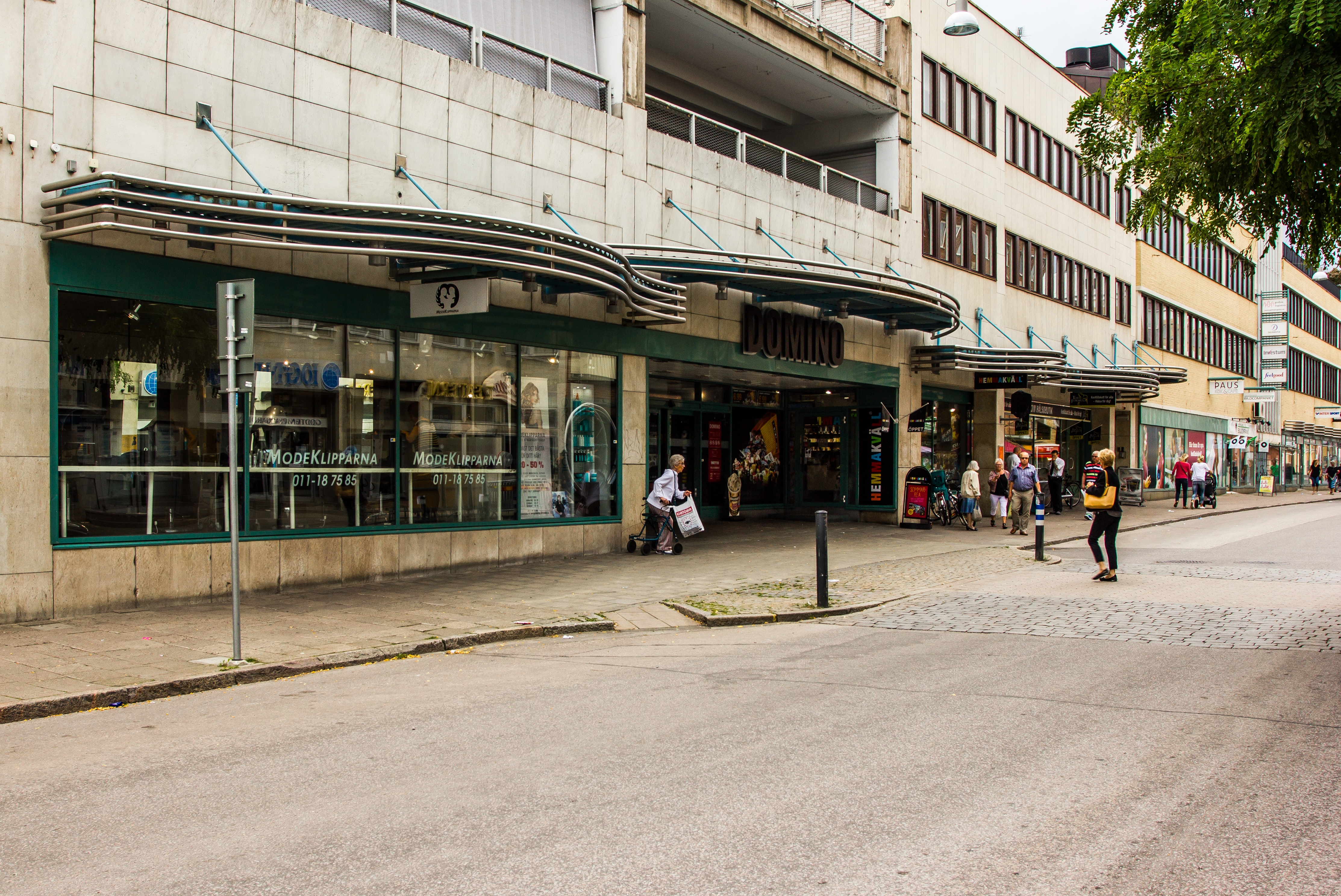
Ytterentré mot Repslagaregatan
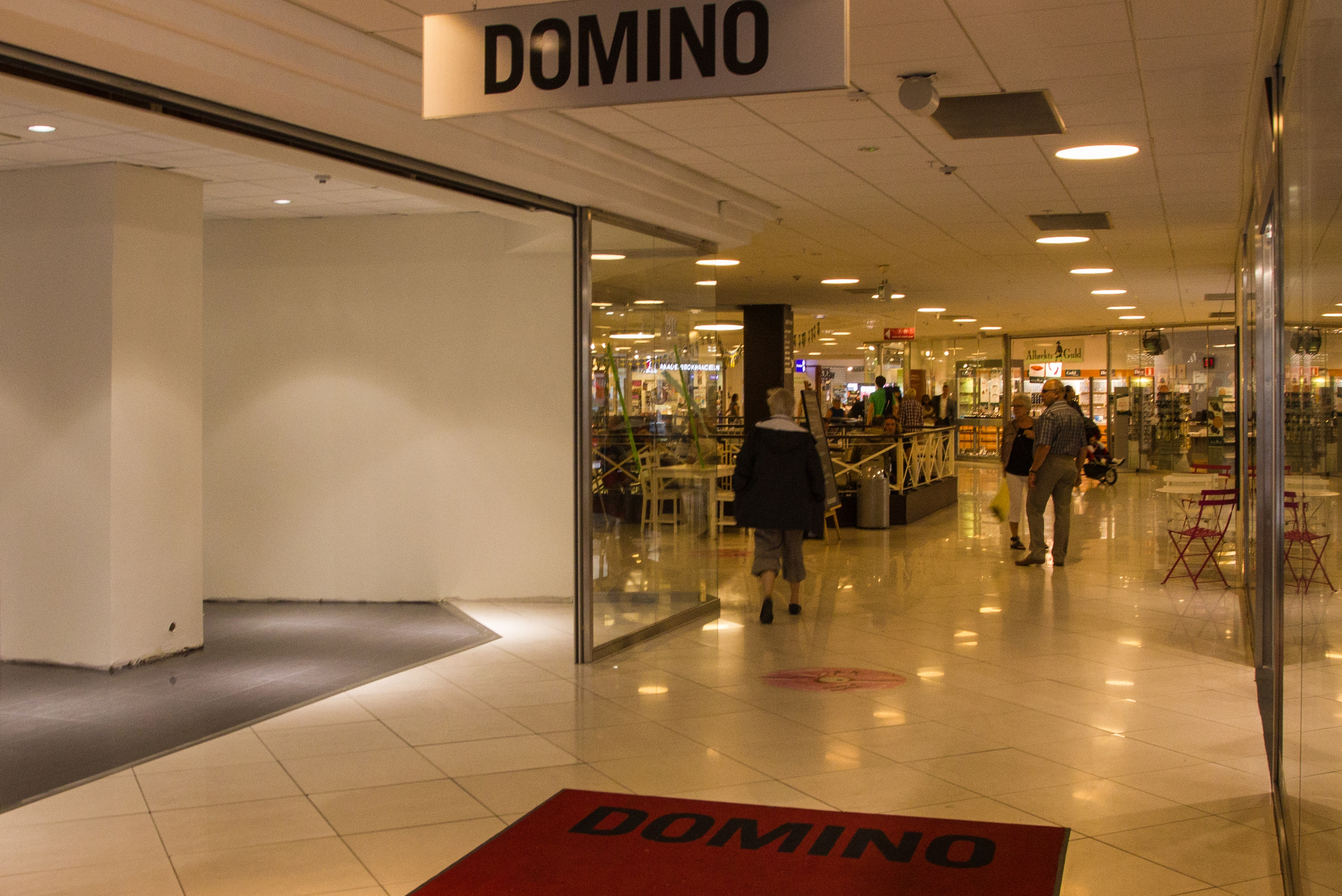
Innerentré mot Repslagaregatan